# Волокитинська порцелянова мануфактура
Волокитинська порцелянова мануфактура — відома мануфактура середини 19 ст., що діяла в селі Волокитине тодішньої Чернігівської губернії (нині Сумська область).

## Історичний нарис
Як відомо, рецепт порцелянової суміші перевідкрили самостійно в Європі в Дрездені. А трохи згодом заснували неподалік Мейсенську порцелянову мануфактуру.
На землях України теж були відкриті поклади каоліну та важливих додатків до рецептури. Саме в цих регіонах (на Волині, в тодішній Чернігівській губернії) і були засновані порцелянові мануфактури . Однією із них і була Волокитинська мануфактура.

## Мануфактура в Волокитине
Мануфактура була заснована в маєтку українського поміщика Андрія Миклашевського (1801—1895). Порцеляновий заклад працював у 1839—1861 роках . Адміністраторами на підприємстві були французи, брати Дарти. Вони ж були і головними художниками. Використовувалась праця кріпаків Миклашевського . Через реформу 1861 року і офіційне скасування кріпацтва царатом, мануфактура опинилася без працівників і була ліквідована.

## Продукція
Головною продукцією мануфактури були посуд, свічники, порцелянові люстри, рамки для дзеркал тощо. Але виробництво відрізнялось від інших створенням малої порцелянової пластики.
Так серед виробів мануфактури опинились порцелянові фігурки на історичні, романтичні та побутові теми (дами і кавалери в історичних костюмах). Особливо популяною була порцелянова пара — «Козак» та «Дівчина-українка». Вироби з волокитинської порцеляни зараз зберігаються в музеях Сум, Харкова, Києва, Москви, Санкт-Петербурга, Варшави, Парижу, Будапешту, також в Фінляндії та Сполучених Штатах .
В межаж Волокитина стояла Покровська церква, частка оздоб якої була виконана в порцеляні. За часів СРСР — церква і її порцелянові оздоби були знищені. Знищена й садиба А. Міклашевського. Залишилися рештки пейзажного парку 19 століття.
Вперше за роки незалежної України виставка творів Волокитинської порцелянової мануфактрури відбулася у вересні—жовтні 2011 року. Експозицію готував та показав відвідувачам Національний музей українського народного декоративного мистецтва в місті Київ. Серед експонатів виставки були і рештки колишнього порцелянового іконостаса.
|                                    |                                  |                           |                                   |
| «Ваза з алегорією річкового бога.» | «Волокитине.Посуд для чаювання.» | «Ваза з богинею Церерою.» | «Марки волокитинської порцеляни.» |